# جو منشن
جوزف مَنشِن سوم (به انگلیسی: Joseph Manchin III) (زاده ۲۴ اوت ۱۹۴۷ در فارمینگتن، ویرجینیای غربی) سیاستمدار آمریکایی و عضو حزب دموکرات است که از نوامبر ۲۰۱۰ به عنوان سناتور ارشد ایالات متحده از ایالت ویرجینیای غربی کار می‌کند. وی از ۲۰۰۵ تا ۲۰۱۰ سی و چهارمین فرماندار ویرجینیای غربی و از ۲۰۰۱ تا ۲۰۰۵ بیست و هفتمین وزیر ایالت ویرجینیا غربی بود.

## آغاز زندگی
جوزف منش در ۲۴ اوت ۱۹۴۷ در شهر فارمینگتون ویرجینیای غربی زاده شد. پدر او جان منشن تبار ایتالیایی داشت و مادر او ماری اُ، مهاجر اهل چکسلواکی بود. او نخست به بازی فوتبال آمریکایی پرداخت و از این راه در سال ۱۹۶۵ یک بورس تحصیلی برای بازی فوتبال در دانشگاه ویرجینیای غربی گرفت. اما به دلیل مصدومیت، مجبور شد فوتبال آمریکایی را کنار بگذارد و در سال ۱۹۷۰ با مدرک کارشناسی مدیریت بازرگانی فارغ‌التحصیل شد.
جوزف منش پس از فارغ‌التحصیلی برای مدتی در مغازه فروش مبلمان پدرش کار کرد. سپس مدیریت یک مغازه فروش فرش و موکت را در دست گرفت و پس از آن به فروش زغال‌سنگ روی آورد. زیرا زغال‌سنگ صنعت اصلی ویرجینیای غربی در سده ۲۰ (میلادی) بود. این ماده معدنی همچنان یکی از حساس‌ترین موضوعات اقتصادی-سیاسی این ایالت است.

## ورود به سیاست
جو منشن در سال ۱۹۸۲ در انتخابات مجلس نمایندگان ایالت خود پیروز و وارد سیاست شد. او در سال ۱۹۸۶ به مجلس سنای ایالتی راه یافت و برای ۱۰ سال در سنای آن ایالت باقی ماند. جو منشن در انتخابات فرمانداری ویرجینیای غربی در سال ۱۹۹۶ انتخابات شکست خورد. اما در سال ۲۰۰۰ به مقام وزیر داخلی ویرجینیای غربی رسید.
جو منشن در سال ۲۰۰۴ یک بار دیگر نامزد انتخابات فرمانداری ویرجینیای غربی شد و این بار پیروز شد. او از سال ۲۰۰۵ تا ۲۰۱۰ به عنوان فرماندار ویرجینیای غربی بود. اختلاف نظر او با باراک اوباما و جو بایدن (معاون وقت ریاست‌جمهوری) در سال‌های ۲۰۰۹ و ۲۰۱۰ خبرساز شد.
در سال ۲۰۱۰ سناتور رابرت سی. برد درگذشت و جو منشن که فرماندار بود موفق شد در انتخابات ویژه پر کردن کرسی خالی او پیروز شود.

## سیاست
منشن خود را "دموکرات محافظه‌کار میانه‌رو" خوانده و از وی بیشتر به عنوان یکی از محافظه کارترین دموکرات‌ها در سنا نام می‌برند. در چند سال اخیر ویرجینیای غربی به ایالتی تبدیل شده است که در درجه نخست، جمهوری‌خواهان را انتخاب می کند اما منشن همچنان شاهد موفقیت در انتخابات است. وی در انتخابات فرمانداری ۲۰۰۴ با اختلاف زیادی پیروز شد و با اختلاف حتی بیشتر در سال ۲۰۰۸ نیز انتخاب شد. در هر دو سال، نامزدهای ریاست‌جمهوری جمهوریخواه برنده ویرجینیا غربی شدند. منشن در انتخابات ویژه ۲۰۱۰ پیروز شد تا کرسی سنا را که با مرگ رابرت سی. برد، دموکرات خالی شده بود با ۵۴ درصد آرا پر کند. وی در سال ۲۰۱۲ با ۶۱٪ آرا برای یک دوره کامل انتخاب شد و با کمی کمتر از ۵۰٪ آرا در سال ۲۰۱۸ دوباره انتخاب شد. وی هنگامی که جی راکفلر در سال ۲۰۱۵ بازنشسته شد سناتور ارشد ایالات متحده شد.
منشن به عنوان عضوی از کنگره به دلیل پشتیبانی از دو حزب، رأی دادن یا همکاری با جمهوری‌خواهان درباره مسائلی مانند سقط جنین و مالکیت اسلحه شناخته شده است. او با سیاست‌های انرژی باراک اوباما مخالف بود و به تأیید بیشتر کابینه و نامزدان قضایی رئیس جمهور دونالد ترامپ از جمله نامزد قاضی دستیار دیوان عالی ایالات متحده آمریکا برت کاوانا رأی مثبت داد. منشن همچنین بارها به تلاش برای لغو لایحه حفاظت از بیمار و مراقبت مقرون‌به‌صرفه (اوباماكر) رأی داده، ولی به طرح مالیات جمهوری‌خواهان در سال ۲۰۱۷ رأی منفی داده است. او با صراحت مخالف با پیشنهادهای سیاسی جناح مترقی حزب خود از جمله مدیکر برای همه، لغو پرونده، افزایش شمار قاضی‌های دادگاه عالی و تلاش برای قطع بودجه پلیس است. وی بارها خواستار عقب‌نشینی نیروهای آمریکایی از افغانستان شده و با بیشتر مداخلات نظامی در سوریه مخالفت کرده است. بین سال‌های ۲۰۱۷ و ۲۰۲۱، منشن ۵۰/۴٪ از مواقع را همسو با مواضع ترامپ رأی داد که بیشترین میزان برای یک دموکرات در کنگره است.

## زندگی شخصی
جو منشن از سال ۲۰۱۰ در یک قایق روی آب در واشینگتن، دی.سی. زندگی می‌کند.